# Сколопендра товста
Сколопендра товста (Scolopendra crassa) — вид губоногих багатоніжок з роду сколопендр. Ендемік Шрі-Ланки.